# 雙毛長頸猿金花蟲
雙毛長頸猿金花蟲（学名：[Lypesthes gracilicornis] 错误：{{Lang}}：文本有斜体标记（帮助））为金花蟲科長頸猿金花蟲屬下的一个种。